# Nyctereutes abdeslami
Nyctereutes abdeslami — вимерлий, пліоценовий вид єнотів (Nyctereutes). Відомий за щелепою, знайденою в Марокко. Оскільки Nyctereutes abdeslami мав значно більші моляри, ніж інші види роду, припускається, що він також мав більші розміри тіла. Відкриття єнота в Північній Африці може вказувати на загальноафриканський характер виду, оскільки раніше повідомлялося про знахідку єнота в Південній Африці.